# 浦里站
浦里站位于中华人民共和国山东省青岛市崂山区蓬黃线，是青岛地铁11号线的地铁车站。2018年4月23日开通。

## 图集

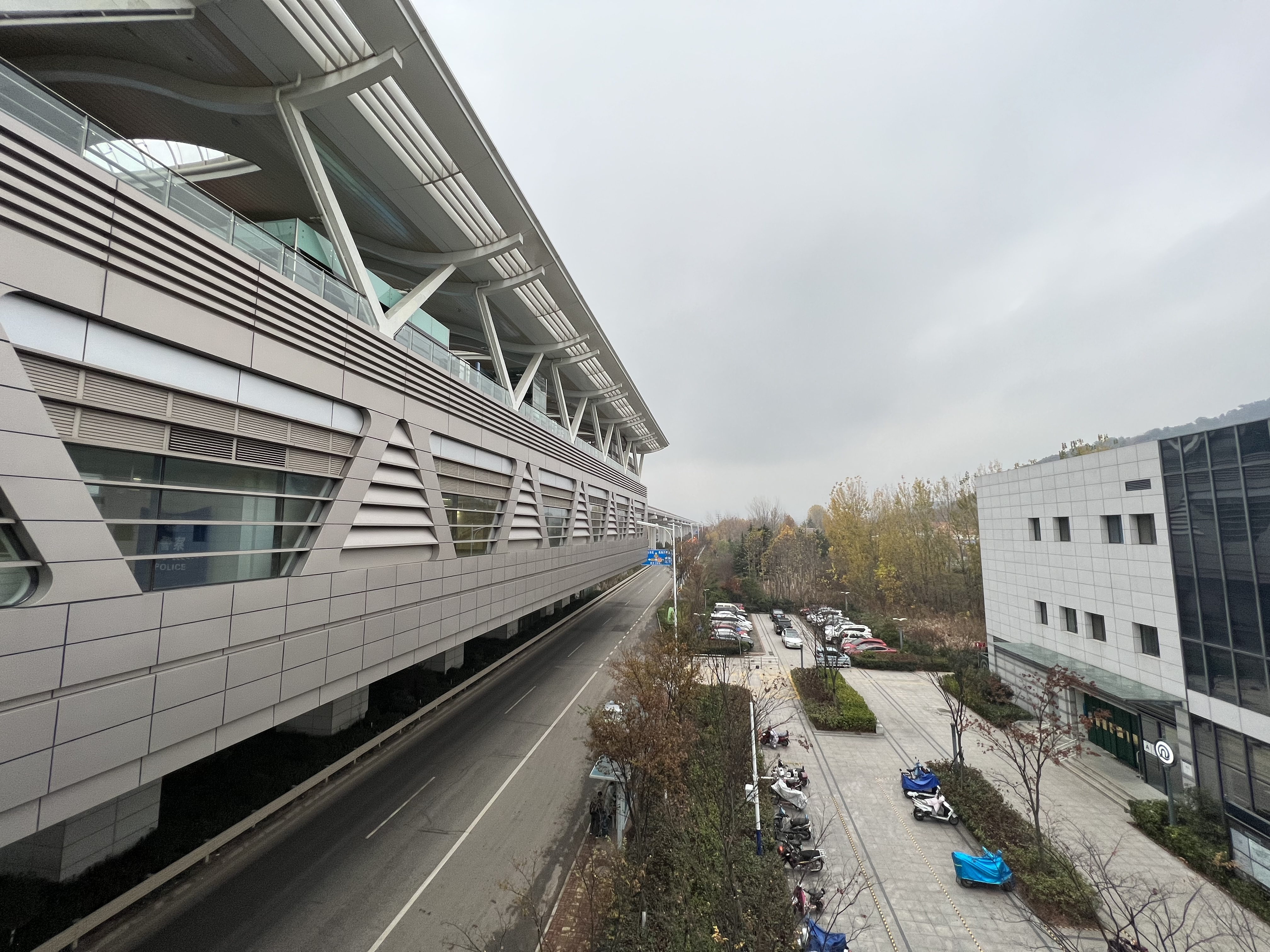
浦里站站外
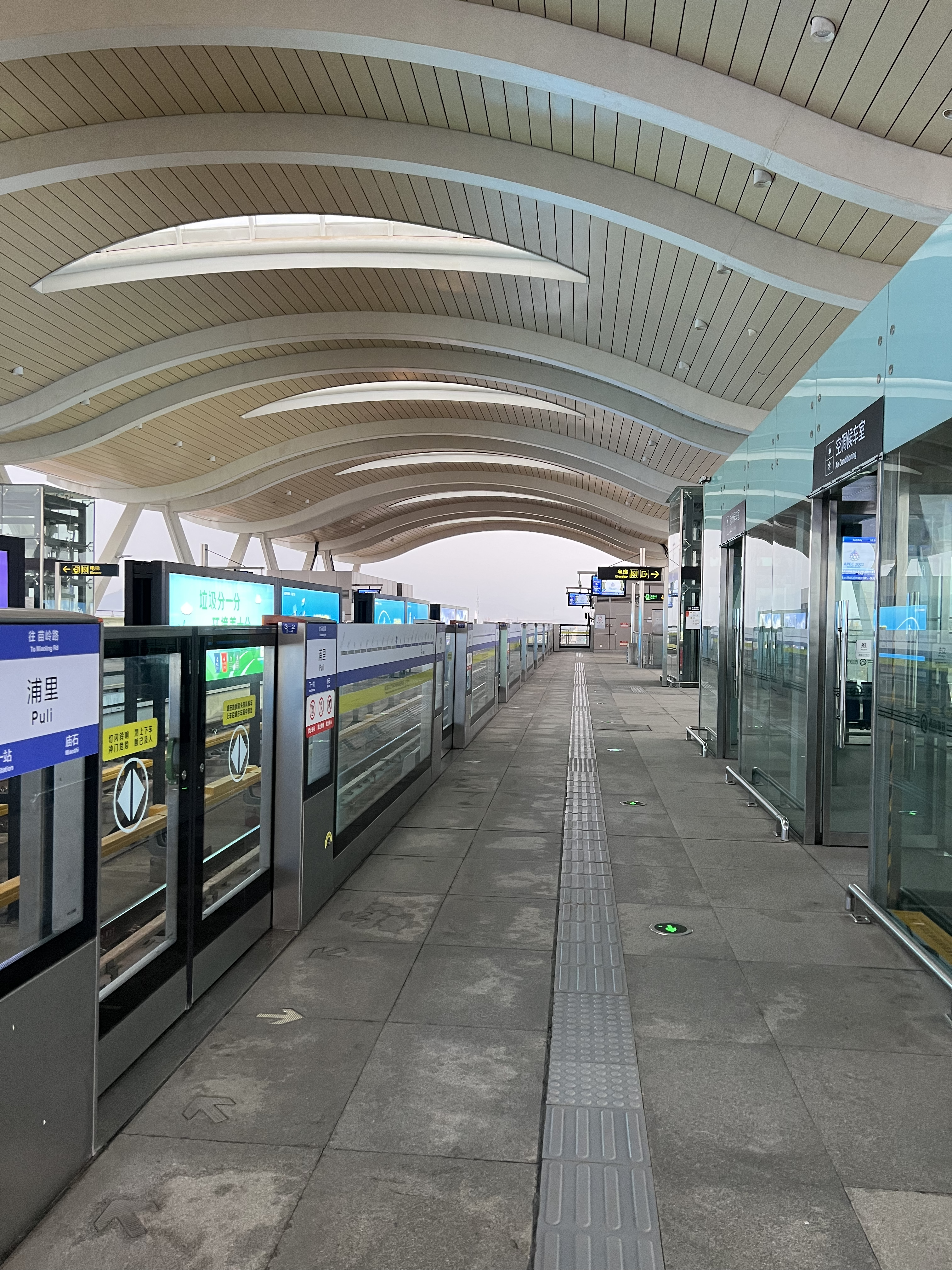
浦里站站台